# Eaton, Ohio
Eaton là một thành phố thuộc quận Preble, tiểu bang Ohio, Hoa Kỳ. Năm 2010, dân số của thành phố này là 8407 người.

## Dân số
- Dân số năm 2000: 8133 người.
- Dân số năm 2010: 8407 người.